# Arancha del Sol
María Arantzazu Maciñeiras de Lucas (Cangas de Onís, Asturias, 20 de mayo de 1972), más conocida por su nombre artístico Arantxa del Sol, es una modelo, actriz y presentadora de televisión española

## Biografía
Estudió Humanidades en la Universidad de Alcalá de Henares. Elegida Miss Madrid en 1989, comenzó su carrera como modelo. Sus primeros contactos con el mundo del espectáculo fueron a través de la televisión, cuando en 1991 fue azafata del concurso El precio justo y en la temporada 1991-1992 es fichada por la cadena Telecinco para presentar, junto a Andoni Ferreño, el concurso de parejas Vivan los novios.
Vinculada durante ese tiempo con la cadena de TV mencionada, en las siguientes temporadas presentará diversos programas de variedades y concursos muy del estilo de los primeros años de Telecinco, como Humor cinco estrellas (1992), VIP Noche (otoño de 1992) o La batalla de las estrellas (1993-1994), convirtiéndose en una de los rostros más populares de la emisora.
Su carrera como actriz se inicia con la película Aquí, el que no corre...vuela (1992), a la que seguiría Pelotazo Nacional (1993), de Mariano Ozores. Más recientemente ha participado en las series Esencia de poder (2001) y El pasado es mañana (2005), ambas de Telecinco.
En 2010 interviene en el montaje de la obra de teatro Brujas, de Santiago Moncada, con dirección de Manuel Galiana.
Se casó con el torero Finito de Córdoba el 20 de octubre de 2001 en la iglesia de Santa Marina de Aguas Santas y ambos tienen una hija, Lucía, nacida en 2002 y un hijo, Juan Rodrigo, nacido en 2008.
Tras varios años sin aparecer en televisión, en febrero de 2024 ficha como concursante oficial de Supervivientes 2024 en Telecinco. Finalmente, tras pasar por playa Limbo y volver con el resto de sus compañeros, se terminó convirtiendo en la séptima expulsada del concurso, después de 56 días en la isla.
En 2025 se unió al programa de televisión Mañaneros (programa de La 1)